# Dicaelotus erythrostoma
Dicaelotus erythrostoma är en stekelart som beskrevs av Wesmael 1845. Dicaelotus erythrostoma ingår i släktet Dicaelotus och familjen brokparasitsteklar. Utöver nominatformen finns också underarten D. e. meridionator.